# Wilhelm Weidemann
Wilhelm Weidemann (* 14. Dezember 1892 in Gumbinnen; † 13. November 1971 in Berlin-Köpenick) war ein deutscher Lehrer und Politiker (SPD).

## Leben
Nach dem Volksschulabschluss in Gumbinnen ging Weidemann zunächst auf die Präparandenanstalt in Pillkallen und besuchte danach die Lehrerseminare in Memel und Angerburg. Er bestand 1913 die Erste Lehrerprüfung und war im Anschluss als Volksschullehrer in Gumbinnen und Stannaitschen tätig. Seine berufliche Tätigkeit wurde durch die Teilnahme am Ersten Weltkrieg unterbrochen. 1914 wurde er als Soldat eingezogen. Nach zweimaliger Verwundung wurde er 1917 mit 40%iger Beschädigung aus dem Kriegsdienst entlassen. In der Folgezeit war er wieder als Lehrer tätig, bestand 1918 die Zweite Lehrerprüfung und arbeitete danach als Volksschullehrer in Insterburg.
Weidemann trat in die SPD ein. Er war von 1919 bis 1933 Stadtverordneter in Insterburg und von 1919 bis 1921 sowie von 1926 bis 1929 Mitglied des Provinziallandtags der Provinz Ostpreußen. Von 1928 bis 1933 war er Mitglied des Preußischen Landtages. 1933 wurde er als Volksschullehrer entlassen und während der Zeit des Nationalsozialismus mehrfach inhaftiert.
Weidemann wurde 1946 Mitglied der SED. Er arbeitete seit 1950 als Lehrer an Schulen in Berlin und wirkte als Dozent an der Pädagogischen Hochschule Berlin. Er wurde mit mehreren staatlichen Auszeichnungen geehrt, darunter der Medaille für Kämpfer gegen den Faschismus 1933 bis 1945, dem Vaterländischen Verdienstorden in Silber und der Dr.-Theodor-Neubauer-Medaille in Gold.